# Korzybie (Kępice)
Korzybie (deutsch Zollbrück (Pom.)) ist ein Dorf in der polnischen Woiwodschaft Pommern und gehört zur Landgemeinde Kępice (Hammermühle) im Powiat Słupski (Kreis Stolp).

## Geographische Lage
Das Dorf liegt in Hinterpommern, etwa 14 Kilometer südöstlich von Schlawe (Sławno) und 24 Kilometer südwestlich von Stolp im Urstromtal der Wipper.
Zum Ort führt die Woiwodschaftsstraße 209, die Schlawe (Landesstraße 6, ehemalige Reichsstraße 2) mit   Zuckers (Suchorze)  (Landesstraße 21, ehemalige Reichsstraße 125) und Bütow (Bytów) (Landesstraße 20, ehemalige Reichsstraße 158) verbindet.

## Geschichte

Zollbrück südlich der Stadt Stolp und südöstlich der Stadt Schlawe auf einer Landkarte von 1910.

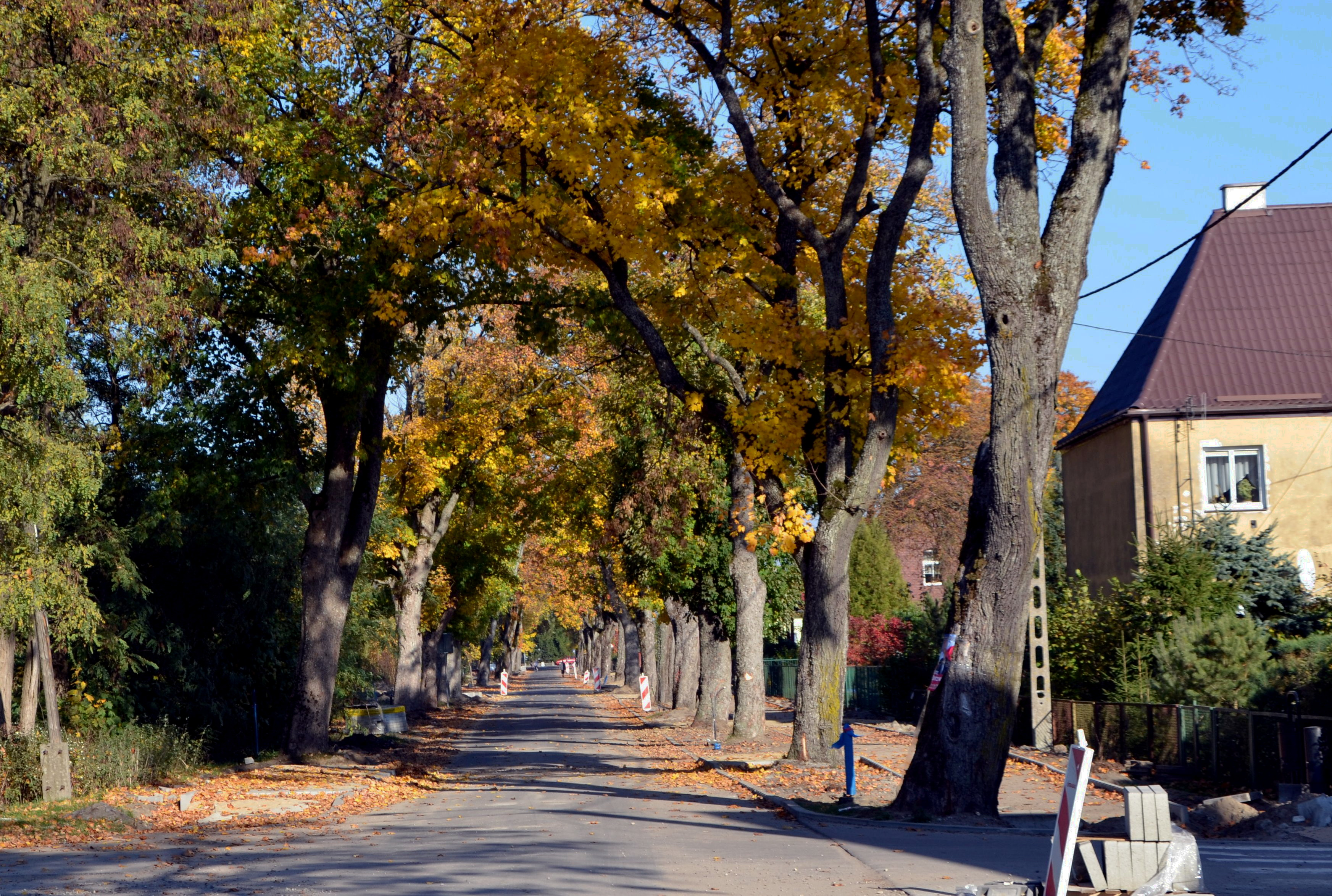
Dorfstraße

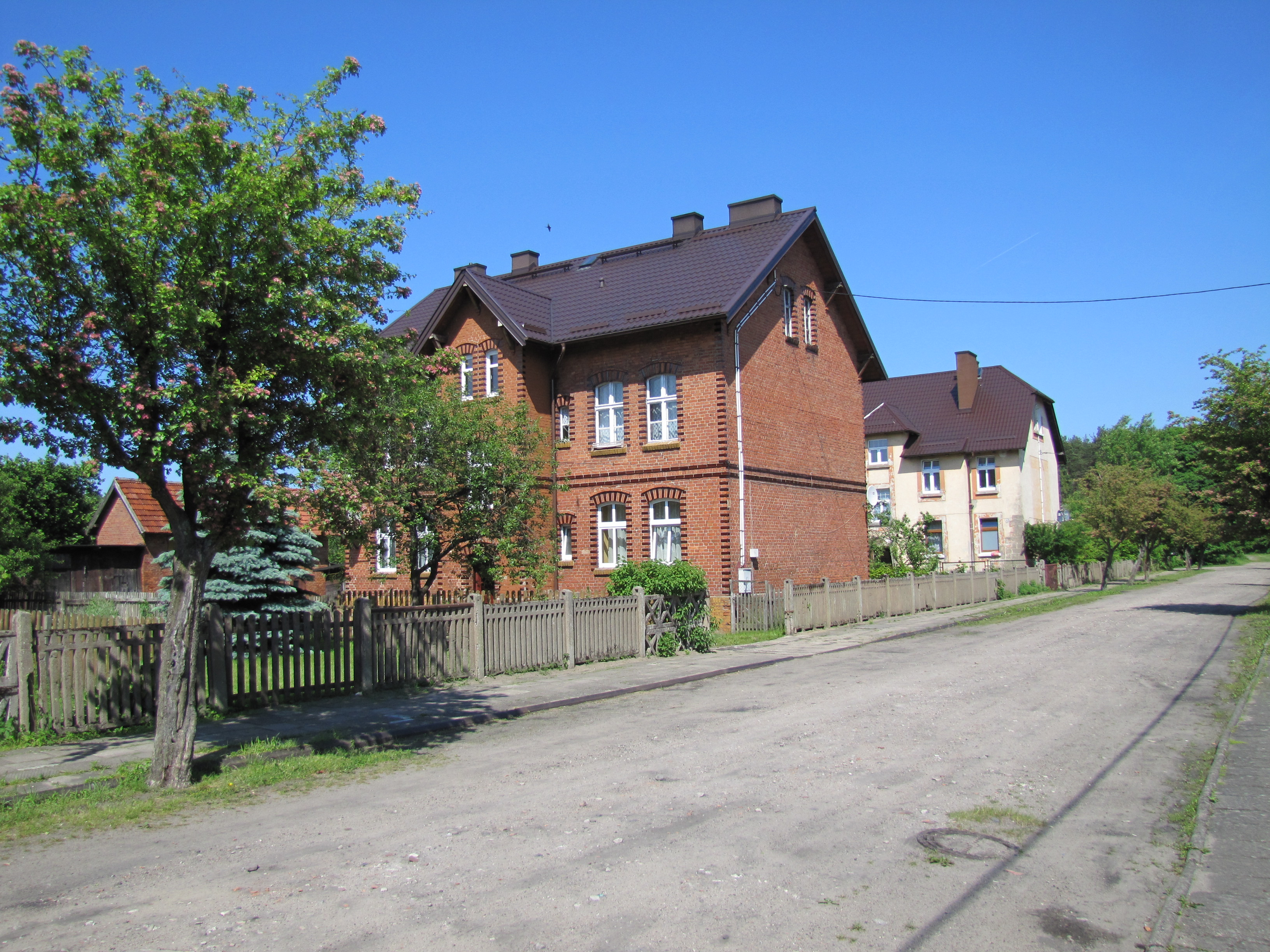
Straßenzug

Zollbrück wurde vor 1871 als Vorwerk zu Barvin (heute polnisch: Barwino) angelegt. Nach 1871 entstand der Bahnhof Zollbrück an der Strecke Schneidemühl–Neustettin–Stolp. Bis 1928 war Zollbrück mit dem Vorwerk Zollbrück und Zollbrück-Bahnhof ein Ortsteil der Gemeinde Barvin, als dann – im Zuge der Aufhebung der Gutsbezirke und Neuordnung der Gemeinden – die selbständige Landgemeinde Zollbrück gebildet wurde. In diese Gemeinde wurden auch die Orte Barviner Mühle, Frankenfelde, Löschinghof und Ulrichstal einbezogen. 1933 lebten 880 Einwohner in Zollbrück. Ihre Zahl stieg bis auf 910 im Jahre 1939.
Bis 1945 war Zollbrück eine Gemeinde im Landkreis Rummelsburg i. Pom. im Regierungsbezirk Köslin der preußischen Provinz Pommern des Deutschen Reichs.
Gegen Ende des Zweiten Weltkriegs besetzte im Frühjahr 1945 die Rote Armee die Region. Bald darauf wurde Zollbrück zusammen mit Hinterpommern von der Sowjetunion unter polnische Verwaltung gestellt. Danach begann in Zollbrück die Zuwanderung polnischer Zivilisten. Zollbrück wurde in Korzybie umbenannt. In der darauf folgenden Zeit wurden die Dorfbewohner vertrieben.
Das Dorf ist heute ein Ortsteil der Gmina Kępice im Powiat Słupski  (Kreis Stolp) der Woiwodschaft Pommern (bis 1998 Woiwodschaft Stolp). Im Jahre 2006 hatte es 919 Einwohner.

## Kirche
Vor 1945 lebten fast ausnahmslos evangelische Einwohner in Zollbrück. Der Ort war in das Kirchspiel Bartin (heute polnisch: Barcino) im Kirchenkreis Schlawe der Kirchenprovinz Pommern der Kirche der Altpreußischen Union eingegliedert.
Die Bindung von Korzybie an Barcino ist nach 1945 bestehen geblieben, seit der Ort überwiegend römisch-katholische Einwohner hat. In Korzybie wurde eine eigene Kirche MB Częstochowskiej („Mutter Gottes von Tschenstochau“) errichtet, die Filialkirche zur Pfarrei Barcino ist. Diese gehört zum Dekanat Polanów (Pollnow) im Bistum Köslin-Kolberg der Katholischen Kirche in Polen.

## Schule
Bis 1895 gingen die Zollbrücker Kinder nach Barvin zur Schule. 1892 war die Schülerzahl auf 43 angestiegen, so dass ein eigenes Schulhaus notwendig wurde. 1896 erfolgte der Schulbau. 1937 unterrichteten hier drei Lehrer 167 Kinder. 1928/1929 wurde ein neues Schulhaus errichtet.

## Bahnknotenpunkt

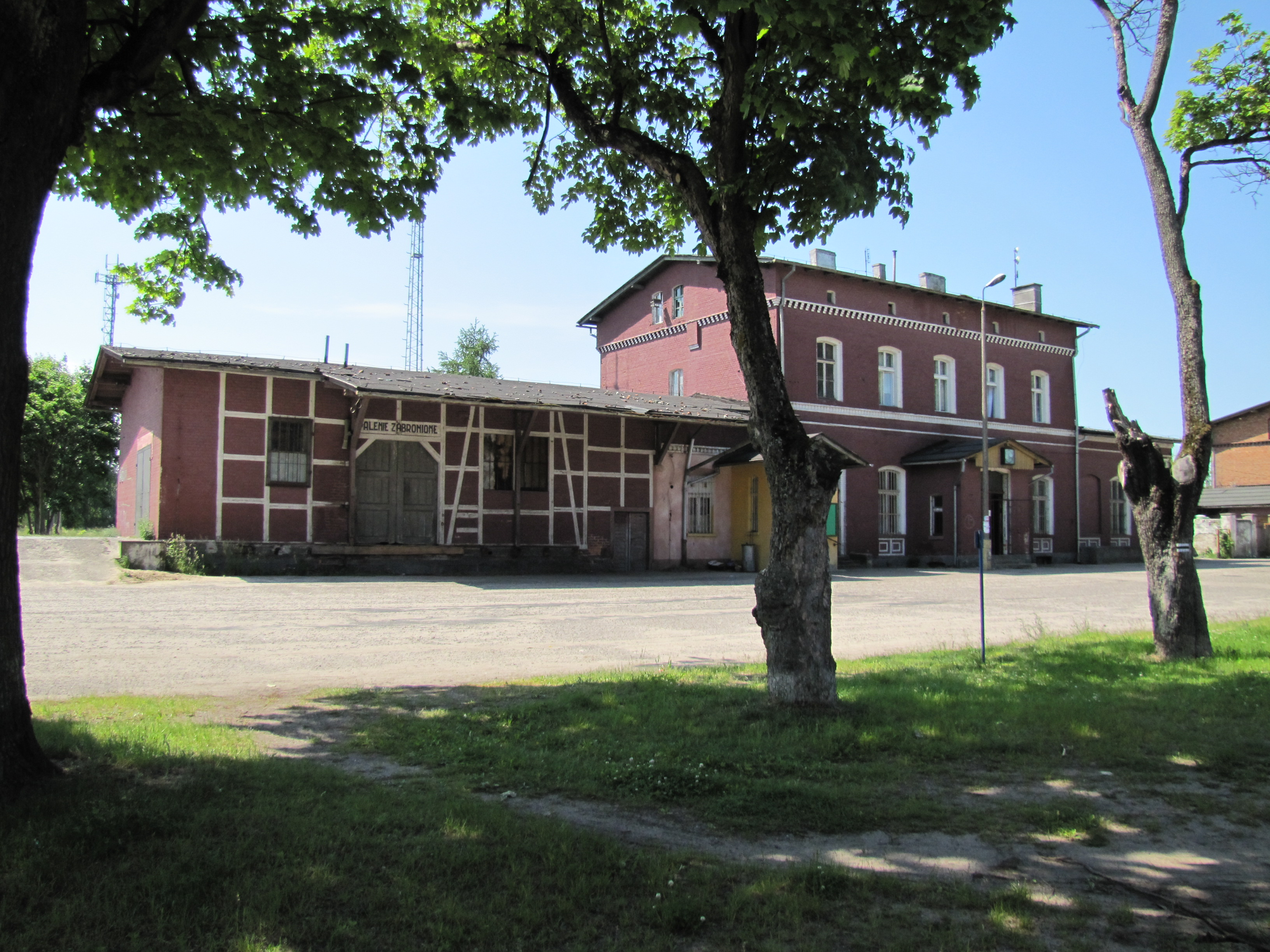
Bahnhof

Die Entwicklung von Zollbrück bzw. Korzybie ist aufs Engste mit der Eisenbahn verbunden. Nach dem Bau der Zweigstrecke Neustettin–Rummelsburg–Stolp der Preußischen Ostbahn wurden ergänzende Bahnlinien geschaffen, die sich in Zollbrück trafen. Bis 1945 bestanden zuletzt drei Reichsbahnlinien, die sich in Zollbrück verknüpften:
- 111m: (Schivelbein (135 km) –) Gramenz (79 km) – Bublitz (59 km) – Pollnow (34 km) – Zollbrück (diese Strecke wurde im April 1945 aufgehoben)
- 111q: Rügenwalde (35 km) – Schlawe (16 km) – Bütow (48 km) – Lippusch (72 km)
- 111u: Stolp (22 km) – Rummelsburg (37 km) – Neustettin (82 km).

Nach 1945 wurden noch die Strecken mit den folgenden PKP-Nummern betrieben:
- Nr. 212: Lipusz – Bytów – Korzybie (zwischen Bytów und Korzybie eingestellt)
- Nr. 405: Piła (Schneidemühl – 152 km) – Szczecinek (Neustettin) – Miastko – Korzybie Słupsk – Ustka (Stolpmünde – 40 km)
- Nr. 418: Korzybie – Sławno – Darłowo (Rügenwalde) (zwischen Korzybie und Sławno eingestellt)

## Persönlichkeit des Ortes
- Lothar Bisky (1941–2013), deutscher Politiker (SED, PDS, Die Linke)